# Diyorbek Oʻrozboyev
Diyorbek Baxtiyor oʻgʻli Oʻrozboyev (kyrillisch und russisch Диёрбек Бахтиёр угли Урозбоев; * 17. August 1993 im Bezirk Shovot, Provinz Xorazm) ist ein usbekischer Judoka. Er tritt im Extraleichtgewicht an, der Gewichtsklasse bis 60 Kilogramm.

## Sportliche Karriere
Diyorbek Oʻrozboyev war 2011 U20-Asienmeister, im Jahr darauf belegte er den dritten Platz. Bei den U21-Weltmeisterschaften gewann er 2013 die Silbermedaille hinter dem Südkoreaner An Ba-ul. 2014 belegte er den zweiten Platz beim Grand-Prix-Turnier in Taschkent, 2015 erreichte er den dritten Platz beim Grand Prix in Tiflis. Bei den Weltmeisterschaften 2015 in Astana belegte er den siebten Platz.
2016 gewann er das Grand-Prix-Turnier in Tiflis. Bei den Asienmeisterschaften 2016 in Taschkent unterlag er im Finale dem Kasachen Jeldos Smetow. Bei den Olympischen Spielen 2016 in Rio de Janeiro bezwang der 1,70 m große Diyorbek Oʻrozboyev in seinem ersten Kampf den Australier Joshua Katz nach 1:22 Minuten. Im Achtelfinale siegte er gegen den Schweizer Ludovic Chammartin in einem Kampf über die volle Dauer von fünf Minuten durch Waza-Ari. Das Viertelfinale entschied Jeldos Smetow nach 47 Sekunden für sich. In der Hoffnungsrunde bezwang Oʻrozboyev den Brasilianer Felipe Kitadai nach 4:31 Minuten, den Kampf um Bronze gegen den Georgier Amiran Papinaschwili gewann der Usbeke nach fünf Minuten mit einer kleinen Wertung.
Bei den Weltmeisterschaften 2017 in Budapest besiegte Oʻrozboyev im Achtelfinale den Georgier Papinaschwili und im Viertelfinale den Mongolen Boldbaatar Ganbat. Im Halbfinale unterlag er Orxan Səfərov aus Aserbaidschan, den Kampf um Bronze gewann der Usbeke gegen seinen Landsmann Mukhriddin Tilovov. Ein Jahr später bei den Asienspielen 2018 in Jakarta besiegte er im Halbfinale den Südkoreaner Lee Ha-rim und im Finale den Japaner Toru Shishime und gewann damit seinen ersten großen internationalen Titel.